# Tatort: Schlaf, Kindlein, schlaf
Schlaf, Kindlein, schlaf ist ein Fernsehfilm von Peter Fratzscher aus der Kriminalreihe Tatort der ARD und des ORF. Es ist die 502. Tatortfolge und der 20. Fall des Kölner Ermittler-Teams Max Ballauf und Freddy Schenk.

## Handlung
An einem heißen Sommertag finden Waldarbeiter eine nackte Frauenleiche im Wald. Als die Polizei und auch die Kommissare Ballauf und Schenk am Fundort erscheinen, erwarten sie schon sensationshungrige Reporter. Die Art und Weise, wie die Leiche gebettet wurde, lässt auf einen Ritualmörder schließen. Das Opfer ist das polnische Au-Pair-Mädchen Halina Brzeziński, welches eben als vermisst gemeldet wurde.
Ballauf und Schenk ermitteln auf Anordnung von oben zusammen mit der Journalistin Barbara Stein, die über die Arbeit der Kriminalpolizei in Köln berichten soll, um das Image der Mordkommission aufzubessern.
Während die Kommissare das Umfeld des Opfers durchleuchten, präsentiert die neue „Kollegin“ aus dem Pressearchiv die erste heiße Spur. In ähnlichen Fällen vor 15 Jahren hatte der Sexualtäter Willy Linnartz zwei Frauen ermordet und eine dritte festgehalten. Der Mann befand sich bis vor kurzem im Maßregelvollzug einer psychiatrischen Anstalt und ist aufgrund von positiven psychologischen Gutachten seit vier Monaten wieder frei.
Die Kommissare wollen Linnartz an seinem Arbeitsplatz vernehmen, doch er flieht, als die Beamten ihn mit aufs Revier nehmen wollen. Während die beiden den Flüchtigen zu Fuß verfolgen, nimmt sich Stein kurzerhand den Wagen der Ermittler. Die Kommissare hören einen Schuss und finden Stein in dem an einen Stein gefahrenen, stark beschädigten Wagen. Linnartz habe auf sie geschossen. Mit einem geraubten Handy bittet der schussverletzte Linnartz auf dem Anrufbeantworter der ihn damals behandelnden Psychologin, Dr. Judith Grünwald-Seitz, um Hilfe. Auf dem Kommissariat stellt sich heraus, dass sich Stein aus privaten Gründen unter der Identität ihrer Schwester in die Ermittlungen gedrängt hat. Sie ist Linnartz’ drittes Opfer, konnte seinerzeit entkommen und hat auf Linnartz geschossen. Als Susanne Lämmerhirt bemerkt, dass sie enttarnt ist, flüchtet sie und fährt zu dem alten Wasserspeicher, in dem sie damals festgehalten wurde und anhand der Nebengeräusche im aufgezeichneten Anruf als Aufenthaltsort von Linnartz erkannt hat. Aufgrund des damals dort erlittenen Traumas kann sie mit ihrem Revolver jedoch nicht in die Gewölbe steigen. Linnartz wird dort entdeckt, doch er macht nach seiner Inhaftierung dem darauf drängenden Schenk kein Mordgeständnis.
Ballauf und Schenk setzen sich mit Dr. Grünwald-Seitz in Verbindung. Sie soll sich noch einmal mit Linnartz befassen, gleichzeitig geben sie Susanne Lämmerhirt zur Traumatherapie bei ihrem Mann Dr. Markus Seitz in Behandlung, der ebenfalls Psychotherapeut ist. Doch Linnartz hat Suizid begangen, sich mit einer Scherbe die Halsschlagader aufgeschnitten. Dadurch wird ersichtlich, dass er Linkshänder war, das Mädchen aber von einem Rechtshänder erwürgt wurde. Für die Kommissare ein Desaster, denn sehr wahrscheinlich ist nun ein Unschuldiger tot und der Mörder noch immer auf freiem Fuß.
Auch wird in der Gerichtsmedizin festgestellt, dass das Au-Pair-Mädchen schwanger gewesen ist. Damit ist eine Beziehungstat wahrscheinlich, und der erste Verdacht fällt auf den Gastvater von Halina. Schenk sieht sich bei der Familie noch einmal um, und es stellt sich heraus, dass Halina Essstörungen hatte und bei Dr. Seitz in Behandlung war. Er war dagegen, dass Halina das Kind austragen wollte, kannte Linnartz’ Fall. Es wird offensichtlich, dass Dr. Seitz ihr Mörder war – er imitierte Linnartz’ Mordritual, um die Polizei auf die falsche Fährte zu lenken. Schenk ist beunruhigt, denn gerade haben sie ihm Susanne Lämmerhirt in Obhut gegeben. Als er die Praxis der Psychotherapeuten aufsucht, ist dieser gerade mit Lämmerhirt unterwegs. Angeblich will er sie per Konfrontationstherapie am Ort ihres Martyriums therapieren. Nachdem sie Halinas fehlenden zweiten Ohrring in Seitz’ Wagen bemerkt hat, kontaktiert sie Ballauf per Handy. Sie muss aber das Gespräch abbrechen und vor Seitz in die Gewölbe flüchten, als dieser bemerkt, dass sie ihn enttarnt hat. Seitz kann kurzzeitig auch die dazukommenden Kommissare in Schach halten, wird aber am Ende von Lämmerhirt überwältigt, die damit die Konfrontationssituation erfolgreich bewältigt hat.

## Rezeption

### Einschaltquoten
Die Erstausstrahlung von Schlaf, Kindlein, schlaf am 16. Juni 2002 wurde in Deutschland von 8,0 Millionen Zuschauern gesehen und erreichte einen Marktanteil von 27,9 Prozent für Das Erste.

### Kritiken
Tilmann P. Gangloff ist bei tittelbach.tv der Meinung: „‚Schlaf, Kindlein, schlaf‘ ist ein abwechslungsreich strukturierter, spannender ‚Tatort‘ aus Köln, der nicht zuletzt aufgrund der exzellenten Kameraarbeit Jörg Schneiders in handwerklicher Hinsicht über dem Durchschnitt liegt. Der Film liefert auf angenehm unaufgeregte Weise einen Beitrag zur Diskussion über die Resozialisierung von psychisch kranken Straftätern.“
TV Spielfilm meint: „Resozialisieren oder wegschließen? Vor dem Hintergrund dieser anhaltenden schwierigen Debatte gelang dem Kölner Team ein packender Krimi mit überraschenden Wendungen.“ Fazit: „Hier bleibt der Zuschauer wach!“

„Ein routiniert vielschichtiger ‚Tatort‘ (Regie: Peter Fratzscher, Buch: Jan Hinter, Stefan Cantz), der von der Fähigkeit des Duos profitiert, sich auf muntere Weise dem Ernst des Lebens zu stellen.“

### Trivia
Freddys Auto: In den Ballauf-Schenk-Fällen 18–21 fährt er einen zeitgenössischen Chrysler PT Cruiser mit dem Kennzeichen K-MY 5873, der in dieser Geschichte beschädigt wird. Als Ersatzwagen besorgt Freddy sich einen Dodge Viper GTS (K-GT 810).